# Gentianella carneorubra
Gentianella carneorubra är en gentianaväxtart som först beskrevs av Ernest Friedrich Gilg, och fick sitt nu gällande namn av Fabris och J.S. Pringle. Gentianella carneorubra ingår i släktet gentianellor, och familjen gentianaväxter. Inga underarter finns listade i Catalogue of Life.